# Leichtathletik-Weltmeisterschaften 2003/Diskuswurf der Männer

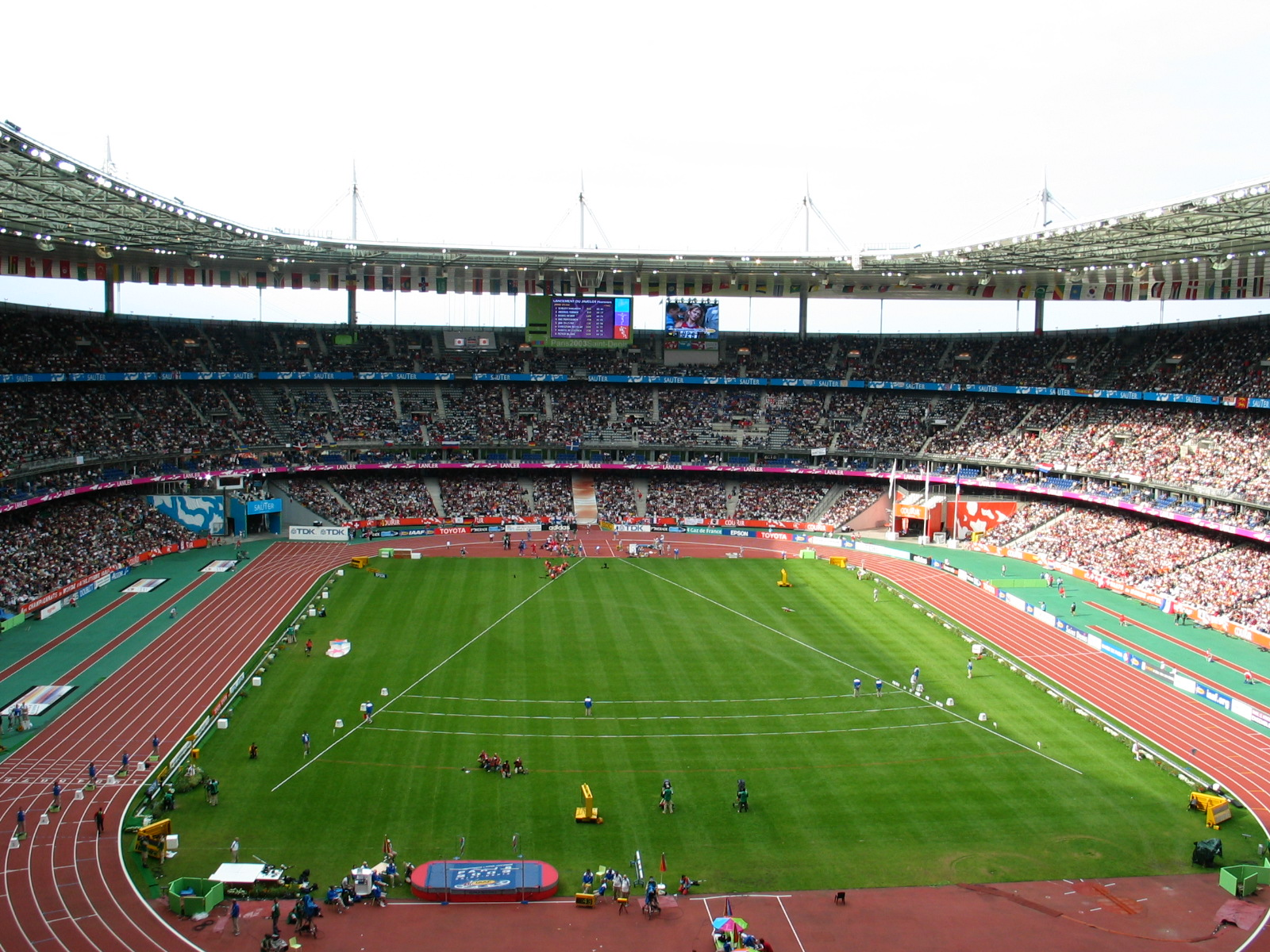
Stade de France in Paris/Saint-Denis am Schlusstag der Leichtathletik-Weltmeisterschaften

Der Diskuswurf der Männer bei den Leichtathletik-Weltmeisterschaften 2003 wurde am 24. und 26. August 2003 im Stade de France der französischen Stadt Saint-Denis unmittelbar bei Paris ausgetragen.
Seinen ersten Weltmeistertitel errang der Olympiasieger von 2000, zweifache Vizeweltmeister (1997/2001), EM-Dritte von 1998 und Vizeeuropameister von 2002 Virgilijus Alekna aus Litauen. Rang zwei belegte der amtierende Europameister Róbert Fazekas aus Ungarn. Bronze gewann der belarussische WM-Dritte von 1995 und Olympiadritte von 1996 Wassil Kapzjuch.

## Bestehende Rekorde
| Weltrekord | 74,08 m | Jürgen Schult | Neubrandenburg, DDR (heute Deutschland) | 6. Juni 1986   |
| WM-Rekord  | 69,72 m | Lars Riedel   | WM 2001 in Edmonton, Kanada             | 8. August 2001 |

Der bestehende WM-Rekord wurde bei diesen Weltmeisterschaften nicht eingestellt und nicht verbessert. Allerdings verfehlte Weltmeister Virgilijus Alekna mit seinem Siegeswurf von 69,69 m den Rekord nur um winzige drei Zentimeter.

## Legende
Kurze Übersicht zur Bedeutung der Symbolik – so üblicherweise auch in sonstigen Veröffentlichungen verwendet:
| – | verzichtet |
| x | ungültig   |

## Qualifikation
27 Teilnehmer traten in zwei Gruppen zur Qualifikationsrunde an. Die Qualifikationsweite für den direkten Finaleinzug betrug 64,50 m. Fünf Athleten übertrafen diese Marke (hellblau unterlegt). Das Finalfeld wurde mit den sieben nächstplatzierten Sportlern auf zwölf Werfer aufgefüllt (hellgrün unterlegt). So mussten schließlich 62,46 m für die Finalteilnahme erbracht werden.

### Gruppe A

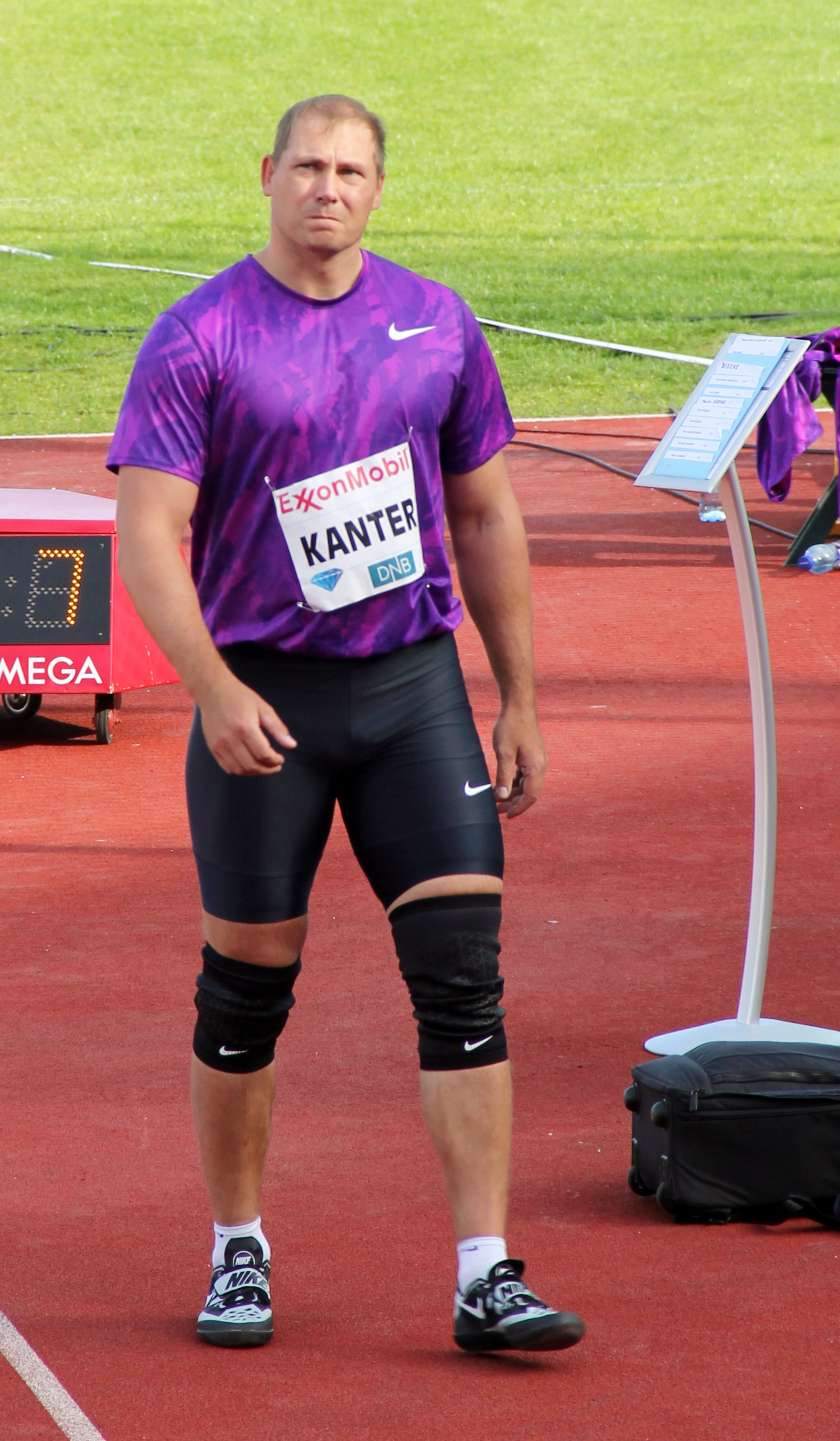
Gerd Kanter blieb mit 56,63 m chancenlos – seine Zeit mit Medaillen und Siegen lag noch in der Zukunft

24. August 2003, 9:45 Uhr
| Platz | Name                 | Nation      | Resultat (m) | 1. Versuch (m) | 2. Versuch (m) | 3. Versuch (m) |
| 1     | Wassil Kapzjuch      | Belarus     | 65,76        | 62,12          | 63,71          | 65,76          |
| 2     | Michael Möllenbeck   | Deutschland | 65,19        | 65,19          | –              | –              |
| 3     | Frantz Kruger        | Südafrika   | 65,04        | 62,02          | 65,04          | –              |
| 4     | Róbert Fazekas       | Ungarn      | 64,44        | x              | 63,70          | 64,44          |
| 5     | Dmitri Schewtschenko | Russland    | 63,21        | 62,34          | 62,71          | 63,21          |
| 6     | Jason Tunks          | Kanada      | 63,00        | 59,90          | 61,94          | 63,00          |
| 7     | Mario Pestano        | Spanien     | 62,63        | 59,61          | 59,75          | 62,63          |
| 8     | Sergiu Ursu          | Rumänien    | 61,98        | x              | 58,79          | 61,98          |
| 9     | Jo Van Daele         | Belgien     | 61,64        | 60,35          | 60,97          | 61,64          |
| 10    | Casey Malone         | USA         | 61,50        | 61,50          | x              | x              |
| 11    | Nick Petrucci        | USA         | 59,58        | x              | 58,92          | 59,58          |
| 12    | Lois Maikel Martínez | Kuba        | 57,87        | 57,87          | 56,56          | 55,14          |
| 13    | Gerd Kanter          | Estland     | 56,63        | 56,63          | x              | x              |

### Gruppe B

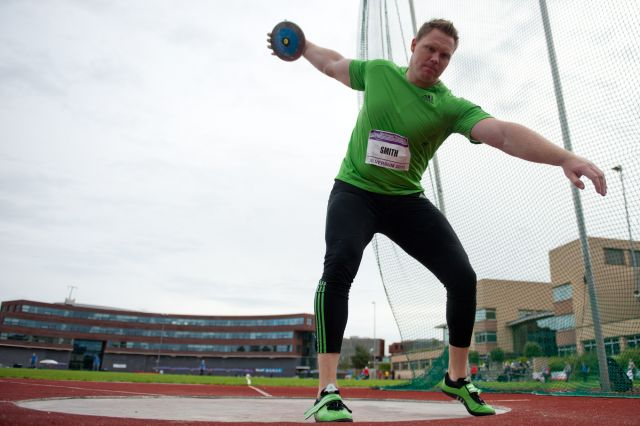
Ein knapper Meter fehlte Rutger Smith mit seinen 61,55 m, um im Finale dabei zu sein
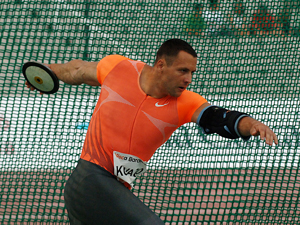
Zoltán Kővágó erzielte 61,31 m und schied damit aus

24. August 2003, 11:35 Uhr
| Platz | Name                    | Nation      | Resultat (m) | 1. Versuch (m) | 2. Versuch (m) | 3. Versuch (m) |
| 1     | Virgilijus Alekna       | Litauen     | 68,29        | 68,29          | –              | –              |
| 2     | Lars Riedel             | Deutschland | 64,51        | 64,51          | –              | –              |
| 3     | Aleksander Tammert      | Estland     | 63,53        | 63,53          | 61,33          | –              |
| 4     | Carl Brown              | USA         | 63,01        | x              | 63,01          | 60,86          |
| 5     | Leonid Cherevko         | Belarus     | 62,46        | 61,46          | 62,46          | x              |
| 6     | Rutger Smith            | Niederlande | 61,55        | 60,57          | 61,37          | 61,55          |
| 7     | Diego Fortuna           | Italien     | 61,46        | 60,16          | 61,46          | 59,47          |
| 8     | Libor Malina            | Tschechien  | 61,35        | 58,37          | 58,51          | 61,35          |
| 9     | Zoltán Kővágó           | Ungarn      | 61,31        | 61,31          | 60,63          | 59,63          |
| 10    | Alexander Boritschewski | Russland    | 60,21        | 60,02          | 60,21          | x              |
| 11    | Jennifer Frank Casañas  | Kuba        | 59,99        | 59,99          | x              | x              |
| 12    | Chima Ugwu              | Nigeria     | 58,13        | 58,13          | 58,06          | x              |
| NM    | Gábor Máté              | Ungarn      | ogV          | x              | x              | x              |
| NM    | Jurij Bilonoh           | Ukraine     | ogV          | x              | x              | x              |

## Finale
26. August 2003, 19:50 Uhr
| Platz | Name                 | Nation      | Resultat (m) | 1. Versuch (m) | 2. Versuch (m) | 3. Versuch (m) | 4. Versuch (m)                         | 5. Versuch (m)                         | 6. Versuch (m)                         |
| 1     | Virgilijus Alekna    | Litauen     | 69,69        | 69,69          | x              | 66,14          | 68,75                                  | x                                      | x                                      |
| 2     | Róbert Fazekas       | Ungarn      | 69,01        | 66,86          | 69,01          | x              | 64,94                                  | 65,63                                  | 68,78                                  |
| 3     | Wassil Kapzjuch      | Belarus     | 66,51        | 66,51          | 66,15          | 62,79          | 63,71                                  | 64,72                                  | 62,62                                  |
| 4     | Lars Riedel          | Deutschland | 66,28        | 66,28          | 63,81          | 66,28          | x                                      | 65,51                                  | 62,67                                  |
| 5     | Michael Möllenbeck   | Deutschland | 66,23        | 62,27          | 66,11          | 65,49          | 66,23                                  | x                                      | x                                      |
| 6     | Frantz Kruger        | Südafrika   | 65,26        | 65,26          | 61,28          | 65,16          | 60,83                                  | x                                      | x                                      |
| 7     | Aleksander Tammert   | Estland     | 64,50        | 61,15          | 63,02          | x              | 64,50                                  | 60,88                                  | 61,86                                  |
| 8     | Mario Pestano        | Spanien     | 64,39        | 64,39          | 63,92          | 61,97          | 61,86                                  | 63,29                                  | x                                      |
| 9     | Carl Brown           | USA         | 62,66        | 58,11          | 61,23          | 62,66          | nicht im Finale der besten acht Werfer | nicht im Finale der besten acht Werfer | nicht im Finale der besten acht Werfer |
| 10    | Dmitri Schewtschenko | Russland    | 62,28        | 62,24          | 62,28          | 61,21          | nicht im Finale der besten acht Werfer | nicht im Finale der besten acht Werfer | nicht im Finale der besten acht Werfer |
| 11    | Jason Tunks          | Kanada      | 62,21        | 60,61          | 60,01          | 62,21          | nicht im Finale der besten acht Werfer | nicht im Finale der besten acht Werfer | nicht im Finale der besten acht Werfer |
| 12    | Leonid Cherevko      | Belarus     | 61,90        | 58,67          | x              | 61,90          | nicht im Finale der besten acht Werfer | nicht im Finale der besten acht Werfer | nicht im Finale der besten acht Werfer |

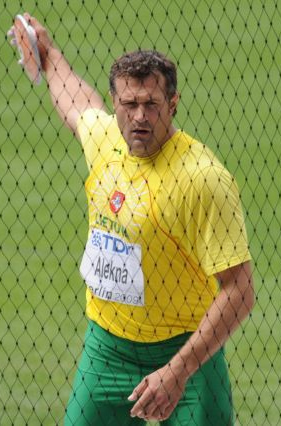
Virgilijus Alekna – nach dem Olympiasieg 2000, zwei WM-Silbermedaillen (1997 / 2001) und zwei EM-Medaillen (1998 Bronze / 2002 Silber) nun der Weltmeistertitel
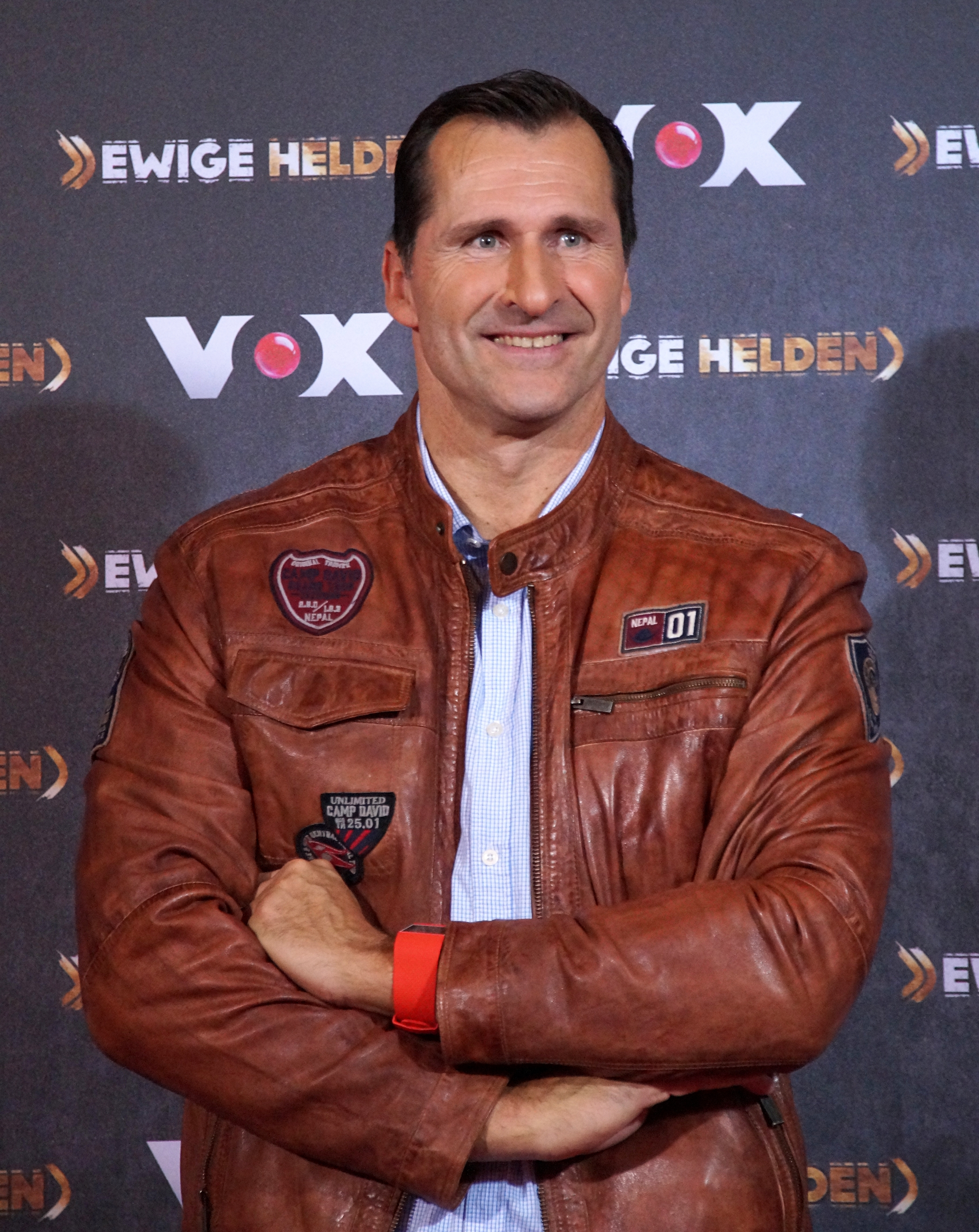
Lars Riedel, Rekordweltmeister mit sechs Titeln, dazu Medaillengewinner und Sieger bei Olympischen Spielen sowie Europameisterschaften, fehlten auf Rang vier 33 Zentimeter zur Bronzemedaille
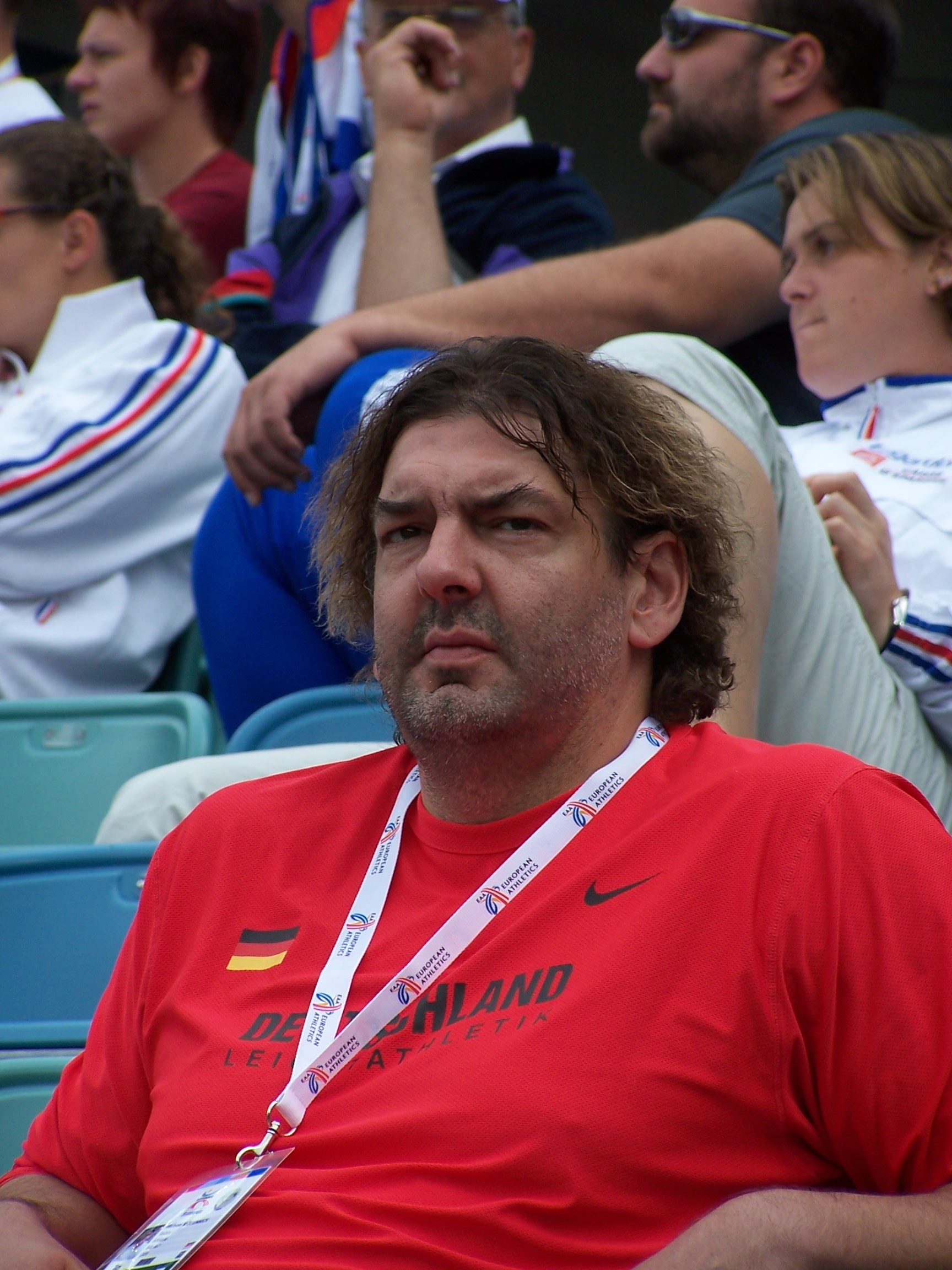
Michael Möllenbeck, 2001 WM-Dritter und 2002 EM-Dritter, erreichte diesmal Rang fünf
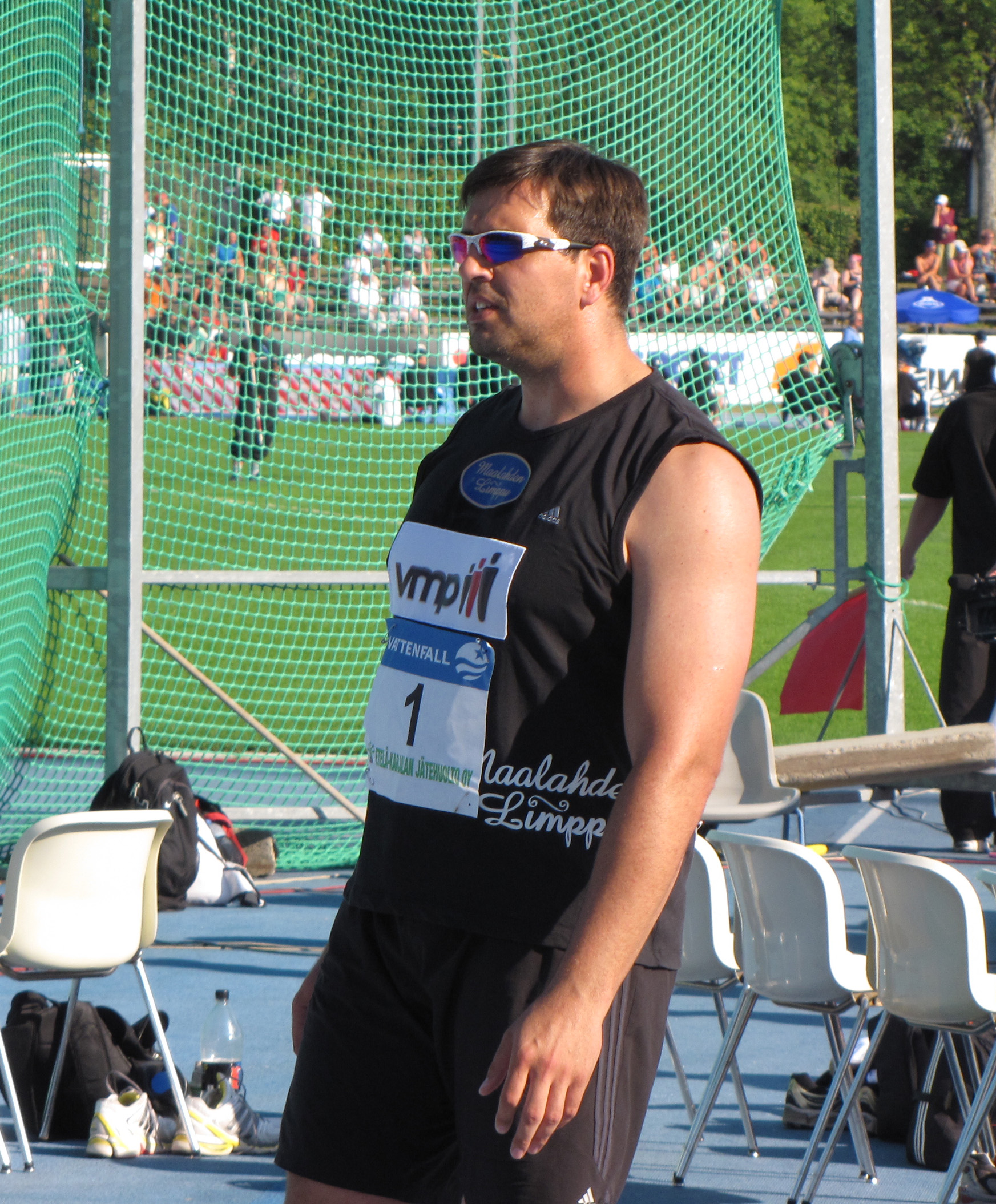
Der sechstplatzierte Frantz Kruger
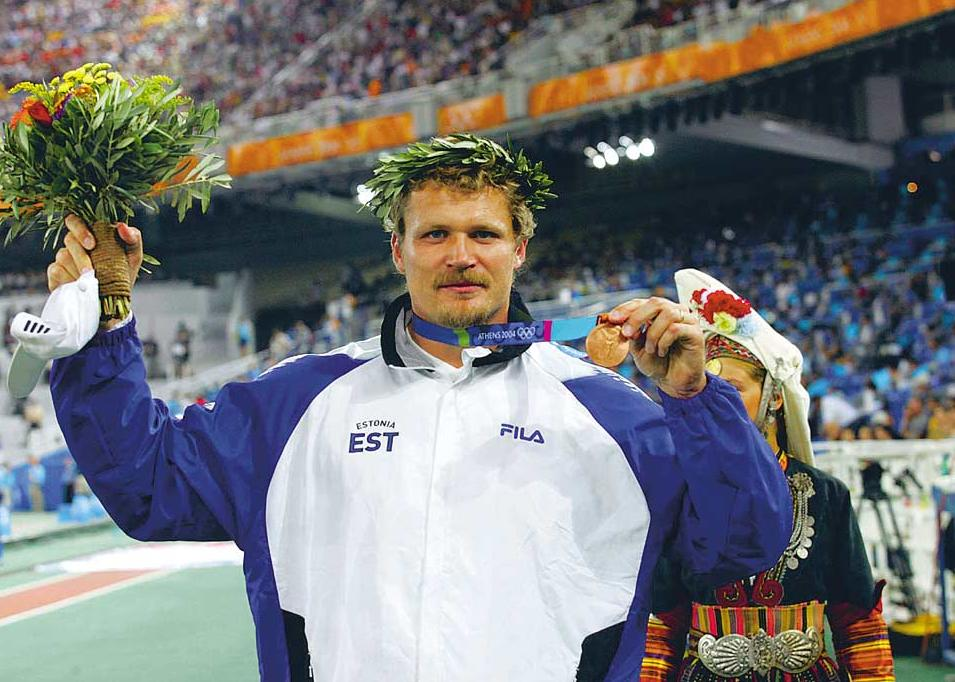
Aleksander Tammert wurde Siebter
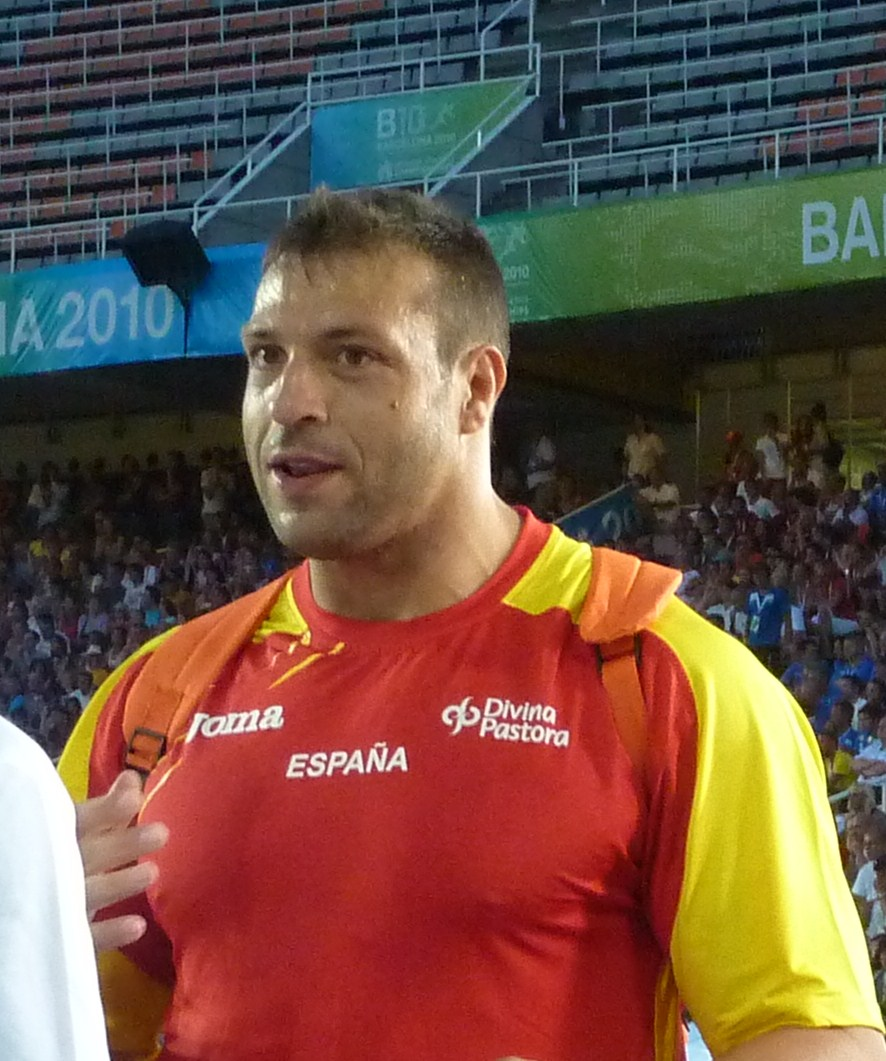
Mario Pestano kam auf den achten Platz